# Pseudapis mandschurica
Pseudapis mandschurica är en biart som först beskrevs av Hans Hedicke 1940.  Pseudapis mandschurica ingår i släktet Pseudapis och familjen vägbin. Inga underarter finns listade i Catalogue of Life.